# 真中音羽
真中音羽（Otoha Manaka、1978年1月21日 - ）は、日本のソングライター、女優。

## 概要
2010年、ベルウッド・レコードよりミニアルバム「CLEAR EARTH 〜心のマザー〜」でデビュー。2012年以降、徳間ジャパンコミュニケーションズ、キングレコードよりCDを発売。作詞・作曲・デザイン、映像制作を自身で手掛けている。
音楽性はノスタルジックで幻想的な曲を特徴としている。「はじめて聴くのに、なぜかとても懐かしく感じる曲があります。そのような音楽が好きで、そのような音楽を作っています。」とブログやラジオなどで度々語っている。イメージ映像を先に頭の中で描いてから作曲し、ジャケットイメージが曲の根幹イメージとなっている。963Hz, 528Hz, 444Hzを中心に、ソルフェジオ周波数等を曲中に取り入れている。
akBからイーリアに改名した理由のひとつが、AKB48がメジャー・デビューをして名前が被っていたこと。イーリアをIlia de Vega（イーリア・デ・ヴェガ）にしたのは、パズドラのイーリアが出て来たこと。Ilia de Vega（イーリア・デ・ヴェガ）は、ベガ星のイーリアという意味。
2022年1月からIlia de Vega名義でソロピアノ曲をリリース。2022年3月からOtoha Manaka名義でSleep Musicをリリース。アイドル他に楽曲提供も行っている。
2022年Spotifyで世界中の多くのキュレーターのプレイリストに追加され、Apple MusicではChillの人気プレイリストPure Focusに追加されている。Submithubでクラシカル・ジャズ部門、週間ランキング世界第3位（Ilia de Vega「Morning Haze」）。IDM / Downtempo 部門、週間ランキング世界第4位（Otoha Manaka「Dear Coast」）。

## ディスコグラフィー

### ミニアルバム
- CLEAR EARTH ～心のマザー～（ベルウッド・レコード規格番号：BZCS-1069） 2010年5月19日
  - 収録曲　1. 金色に染まり行く朝　2. 天から舞い降りた妖精　3. 宙の星屑　4. 月の光　夜の海辺　5. 心のマザー　6. 銀河に浮かぶ蒼き地球
- CLEAR EARTH ～ペガサスの物語～（現徳間ジャパンコミュニケーションズ規格番号：YZSS-10008） 2012年5月30日
  - 収録曲　1. 美しい惑星　2. HAYABUSA　3. 聖なる福の島　4. 桜島の文学碑　5. 生まれたての空　6. ペガサス
- CLEAR EARTH ～婆娑羅2013～（現徳間ジャパンコミュニケーションズ規格番号：OCHC-1001） 2013年9月18日
  - 収録曲　1. 再生の朝(Inst)　2. 婆娑羅2013　3. 君が残した傷跡に　4. さようならの時間　5. 星降る大地(Inst)
- CLEAR EARTH ～ベガの琴笛～（現徳間ジャパンコミュニケーションズ規格番号：OCHC-1005） 2015年11月25日
  - 収録曲　1. ベガの琴笛(Inst)　2. 蘇り　3. You say I say　4. ベガの泉(Inst)　5. Amazing Space　6. 優しさと泪と（Bonus track）
- CLEAR EARTH ～銀河の旅～（キングレコード規格番号：QECH-4） 2019年6月26日
  - 収録曲　1. Encounter(Inst) 2. 風の旅人(Inst) 3. 華燭の誓い 4. 風さらら 春うらら 5. 君が奇跡呼ぶ 6. 菩提 〜送りの川〜 7. 輪廻転生の花 8. 空の旅人(Inst) 9. 星のはじまり(Inst)
- Pure Miracle 963Hz（キングレコード規格番号：QECH-8） 2022年7月27日

## タイアップ
- 「生まれたての空」（映画すべては「裸になる」から始まって主題歌）※主演成田梨紗
- 「ペガサス」（フジテレビジョン「スキモノ」（通販バラエティ番組　月曜深夜2:05～放送）2012年7月度エンディングテーマ曲）
- 「さよならの時間」（劇場公開映画「12星座とラブる!」TOKYO MX第12話エンディング曲）
- 「優しさと泪と」
  - （映画「優しさと泪と」挿入歌）
  - （フジテレビ通販番組「SHELicoの夜活～こんがりネェさんの大人買い～」（毎週月曜日25:45～26:10）2014年12月度エンディングテーマ曲）
- 「You say I say」（フジテレビ系「魔女に言われたい夜～正直過ぎる品定め～」（毎週月曜日25:35～26:00）2015年8月度エンディングテーマ曲）
- 「Amazing Space」（フジテレビ系「魔女に言われたい夜～正直過ぎる品定め～」（毎週月曜日25:35～26:00）2016年6月度エンディングテーマ曲

## 出演

### 雑誌
- 2011年1月 - 「W100　ギタリスト」に掲載。（オリアンティ・パナガリスを始め、世界の女性ギタリストが紹介された雑誌。発売：シンコーミュージック・エンタテイメント）

### テレビドラマ
- 12星座とラブる! 第8話蟹座「漂流少女」準主演（TOKYO MX 2014年4月29日）

### ラジオ
- 「イーリアのしらべ」　REDS WAVE、エフエム茶笛の2局ネットで放送（2010年7～12月）
- 「ミュージックサプリメント」第3週担当。REDS WAVE、エフエム茶笛、かわさきFM、FM西東京、シティエフエム静岡の5局ネットで放送。※途中局変更あり（2011年7月～2015年12月）
- 「昭和ちゃぶだいミュージック」第3週・第4週担当。REDS WAVE、FM西東京の2局ネットで放送。西川進・KAB.・イーリア（アシスタント）が担当。（2016年1月～2017年6月）
- 「イツカノオトとイーリアのキラキラノオト」八王子エフエム（2017年10月/11月）
- 「矢追純一のEncounter遭遇」アシスタントMC　八王子エフエム（2017年10月〜）
- 「あの人この人時の人」メインMC　八王子エフエム（2018年1月〜）
- 木内鶴彦 「地球の旅路」アシスタントMC　八王子エフエム（2022年10月〜）

## 楽曲提供
- 秋月こおり「また会おうね...虹の橋で」（作詞・作曲：ラピシングイーリア）OCHC-1006 （2016年12月7日発売）
- たまP「ハゲパスタ」（作詞・作曲：イーリア）YZSS-2003 （2017年6月7日発売）
- ギルドロップス「アイス・クリーム」「マカロニグラタン」「カエル」（作詞・作曲：イーリア）QECH-1002 （2018年9月26日発売）

## 受賞
- イラストレーター・オブ・ザ・イヤー2012 最優秀映像イラスト賞[6] イラストレーター聖〜Mina〜とのコラボ作品